# 하의초등학교 장병분교
하의초등학교 장병분교는 대한민국 전라남도 신안군 하의면 후광리에 있었던 공립 초등학교이다.

## 연혁
- 1956년 4월 8일 장병분교 설립 인가
- 1956년 4월 28일 하의국민학교 장병분교장 개교
- 1967년 4월 1일 도서벽지학교 '갑'급 지정
- 1986년 1월 1일 도서벽지학교 '가'급 조정
- 1996년 3월 1일 하의초등학교 장병분교 개칭
- 2012년 3월 1일 폐교 및 하의초등학교 통폐합